# Kirkenær
Kirkenær este o localitate situată în partea de sud-est a Norvegiei, în provincia Innlandet. Este reședința comunei Grue. Are o suprafață de 1,98 km² și o populație de 1.287 locuitori (2013).Până la 1.1.2020, a aparținut provinciei Hedmark.